# Teofilo Spasojević
Teofilo Spasojević (serbisch-kyrillisch Теофило Спасојевић, * 21. Januar 1909 in Belgrad, Königreich Serbien; † 28. Februar 1970 ebenda) war ein jugoslawischer Fußballspieler. Er nahm als Spieler mit der Nationalmannschaft seines Landes an der Fußball-Weltmeisterschaft 1930 teil.

## Karriere

### Verein
Auf Vereinsebene spielte Spasojević seit seiner Jugend bis 1935 für den SK Jugoslavija. 

### Nationalmannschaft
Spasojević debütierte am 6. Mai 1928 beim 3:1 im Spiel um den König-Alexander-Pokal gegen Rumänien in der jugoslawischen Nationalmannschaft. Bei der Weltmeisterschaft 1930 stand er im jugoslawischen Aufgebot, wurde jedoch im Verlauf des Turniers nicht eingesetzt.
Sein zweites und letztes Länderspiel bestritt er am 3. August 1930 beim 1:3 in einem Freundschaftsspiel gegen Vizeweltmeister Argentinien.